# Zbysław-Zając-Radrennbahn

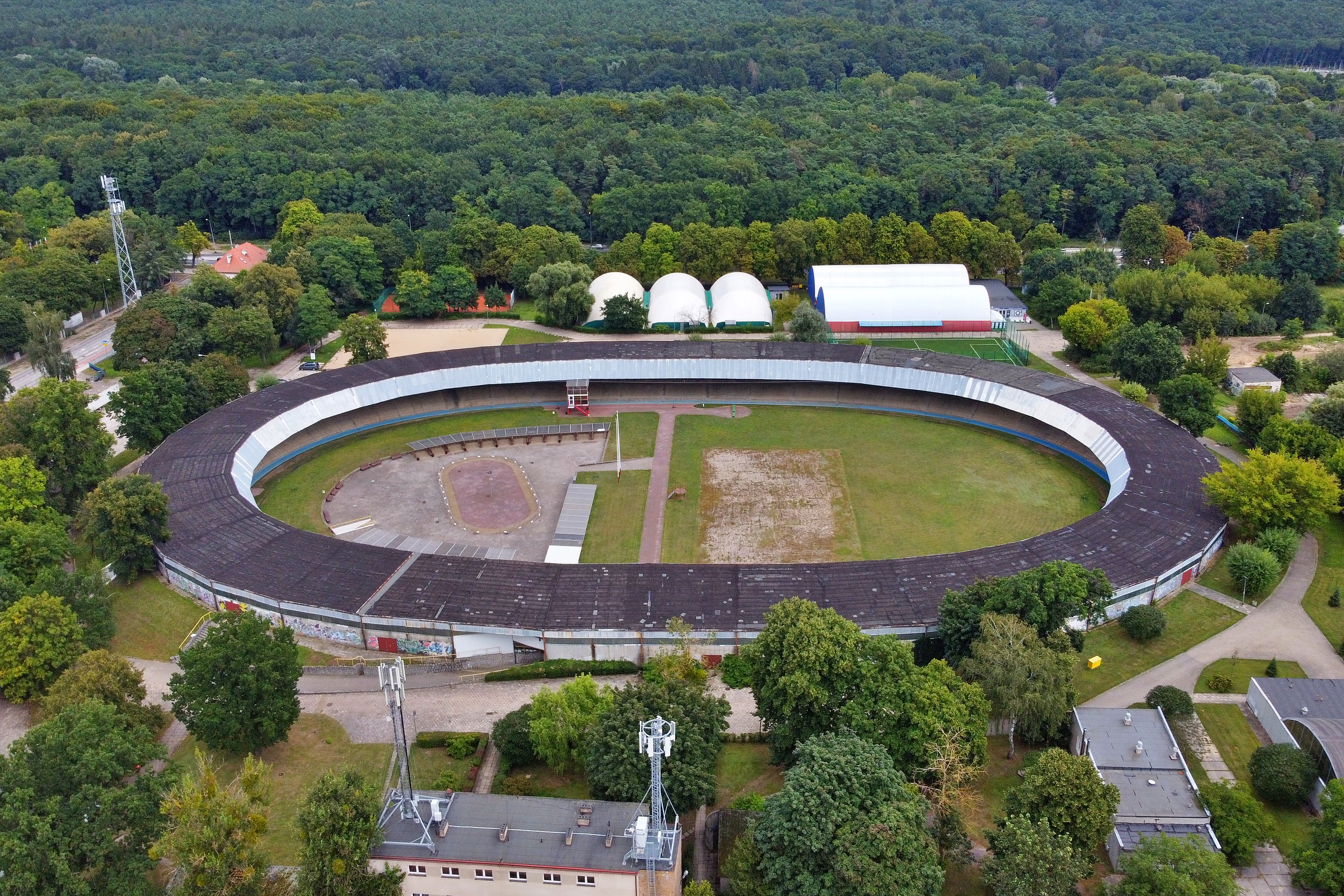
Zbysław-Zając-Radrennbahn

Die Zbysław-Zając-Radrennbahn (polnisch Tor Kolarski im. Zbysława Zająca) ist eine Radrennbahn in der  polnischen Stadt Stettin.
Die Städtische Radrennbahn Stettin-Westend wurde 1925 im Eckerberger Wald in Stettin-Westend (seit 1945 Łękno) mit der finanziellen Unterstützung der Gebrüder Stoewer, die in Stettin ein Unternehmen zur Auto- und Fahrradproduktion führten, errichtet. Sie war offen, 400 Meter lang und fasste 2000 Zuschauer. In den folgenden Jahren wurde der Bahnbelag mehrfach erneuert.
1925 und 1926 wurden auf der Radrennen deutsche Bahnmeisterschaften ausgetragen, in den 1920er und 1930er Jahren auch Motorradrennen.
Im Zweiten Weltkrieg wurde die Bahn kaum beschädigt, schon 1946 fanden wieder Radrennen statt, nachdem zwei Betonplatten erneuert worden waren. In den 1950er Jahren wurde der komplette Belag wiederum erneuert. Ab 1980 diente die Bahn zur olympischen Vorbereitung von polnischen Radsportlern. 1987 wurde die Radrennbahn von dem Binzer Bauingenieur Ulrich Müther umfassend renoviert. Sie erhielt ein Dach und war damit bis zur Eröffnung der BGŻ BNP Paribas Arena in Pruszków im Jahre 2008 die einzige überdachte Bahn in Polen, wenn auch nur halbüberdacht. Zur Wiedereröffnung 1988 wurde die Bahn nach dem Stettiner Zbysław Zając benannt, der 1964 für Polen bei den Olympischen Spielen in Tokio im Bahnsprint an den Start ging und zu dieser Zeit als erfolgreichster Bahnsprinter in der polnischen Sportgeschichte galt.
Nach einer weiteren Modernisierung wurden 1998 auf der Bahn Europameisterschaften ausgetragen, 2001 ein Lauf des Bahnrad-Weltcups 2001.
Heute ist die Radrennbahn Teil eines Sportkomplexes mit weiteren Anlagen, darunter eine Sporthalle für Kampfsport, eine Eisbahn sowie Felder für Beachvolleyball und -soccer.